# Columna (arquitectura)

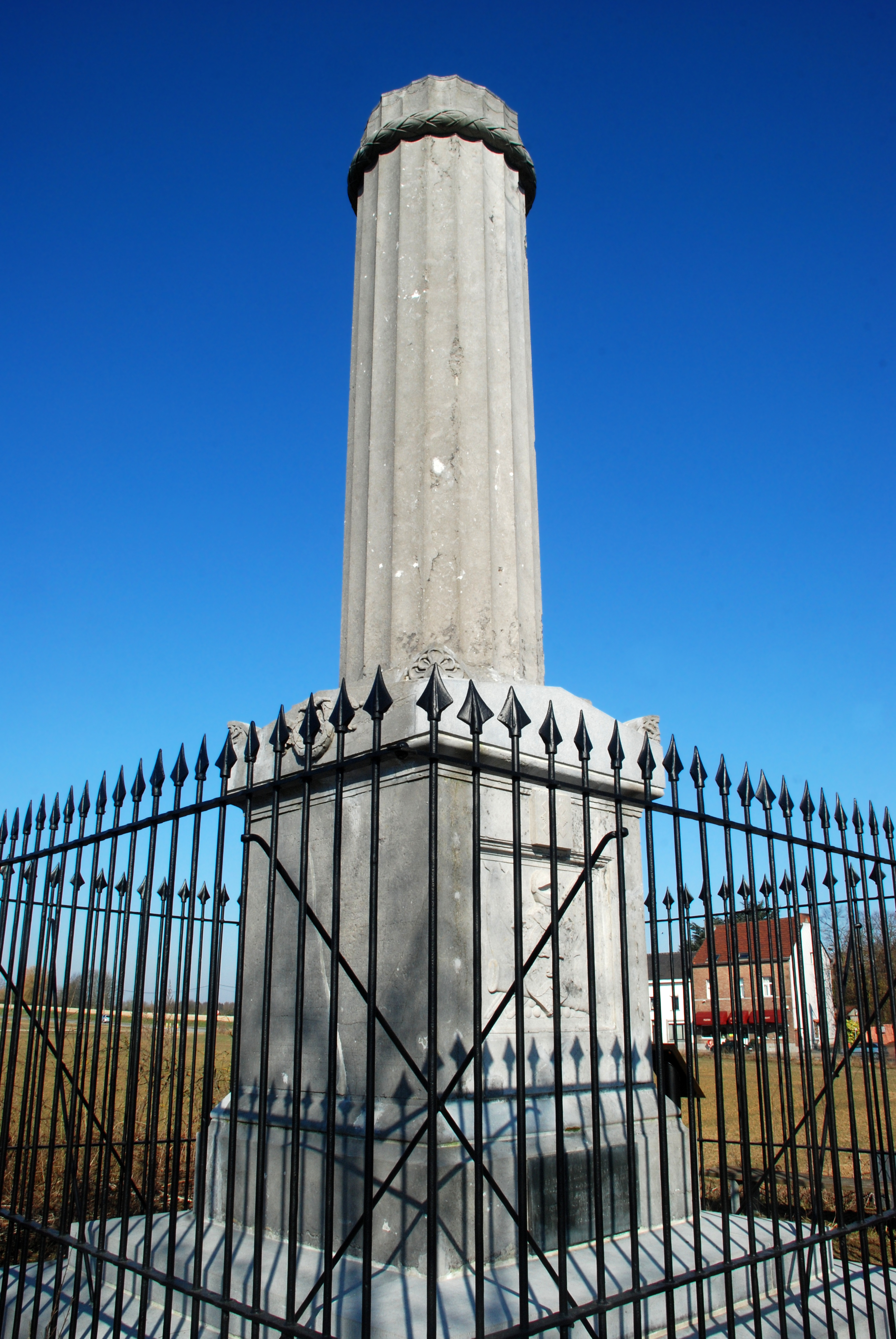
Columna del Monumento Gordon en Waterloo.

Una columna (misma palabra en latín, derivada de volumen, "sostén", "soporte") es un elemento arquitectónico vertical y que normalmente tiene funciones estructurales, aunque también pueden elegirse con fines decorativos. De ordinario, su sección es circular, pues cuando es cuadrangular suele denominarse pilar, o pilastra si está adosada a un muro.
La columna clásica está formada por tres elementos: basa, fuste y capitel.
La basa correspondería con la cepa del árbol, el fuste con el tronco y el capitel el nacimiento de sus ramas más gruesas. Según esta analogía, autores como Vitruvio piensan que las primitivas columnas imitaban a los árboles, pues en realidad terminaron por sustituir los troncos por columnas de piedra, más duraderas, llevando además, siguiendo con la analogía, a ver en las acanaladuras de los fustes la corteza del árbol.

## Historia
Todas las grandes civilizaciones de la Edad del Hierro en el Oriente Próximo y el Mediterráneo han utilizado columnas. En la arquitectura del antiguo Egipto ya en el 2600 a. C., el arquitecto Imhotep hizo uso de columnas de piedra. Se inspiró en las formas de la naturaleza vegetal de su tierra para transformar e imaginar los haces de cañas utilizados en su primitivos alojamientos como elementos sustentantes en forma de columnas, componente básico de la arquitectura de piedra. Posteriormente, también se utilizó el fuste cilíndrico. La decoración de sus fustes podrá asimilarse a juncos atados y sus capiteles, estilizaciones de motivos florales en forma lotiforme (flor de loto), papiriforme (umbela de papiro), palmiforme (hoja de palmera) o campaniforme.
Algunas de las columnas más elaboradas del mundo antiguo son las de los persas, especialmente las enormes columnas erigidas en Persépolis cuyos capiteles estaban decorados con prótomos de toro. Los egipcios, persas y otras antiguas civilizaciones utilizaron las columnas, de forma práctica, para sostener los tejados de sus edificios, decorados exteriormente con relieves o pinturas.[cita requerida]
La civilización greco-romana, de hecho, utilizó las columnas tanto en el interior como en el exterior de los edificios, sobre todo en los pórticos, y fueron los griegos quienes desarrollaron los órdenes clásicos de la arquitectura.[cita requerida]
Las columnas, o al menos las exteriores estructurales, fueron menos importantes en la arquitectura medieval, y las formas clásicas se abandonaron tanto en la arquitectura bizantina como en la románica y en la gótica en favor de formas más flexibles, con capiteles de diferentes tipos de decoración vegetal o figurativa. La arquitectura renacentista con ganas de revivir el vocabulario y estilos clásicos, utilizando variaciones de los órdenes clásicos permaneció de modelo para la posterior formación de los arquitectos en la arquitectura barroca, rococó y neoclásica.[cita requerida]
La Revolución industrial impulsó la construcción de edificaciones con pilares de acero y hormigón armado, posibilitando realizar cerramientos exteriores sin funciones estructurales, con fachadas sin pilares y totalmente acristaladas: el muro cortina. La arquitectura moderna, el funcionalismo o la arquitectura sustentable son algunos modos de concebir el diseño arquitectónico en los últimos siglos.[cita requerida]

## Estructura
Las primeras columnas se construyeron con piedra, algunas de una sola pieza de piedra. Las columnas monolíticas se encuentran entre las piedras más pesadas utilizadas en la arquitectura.

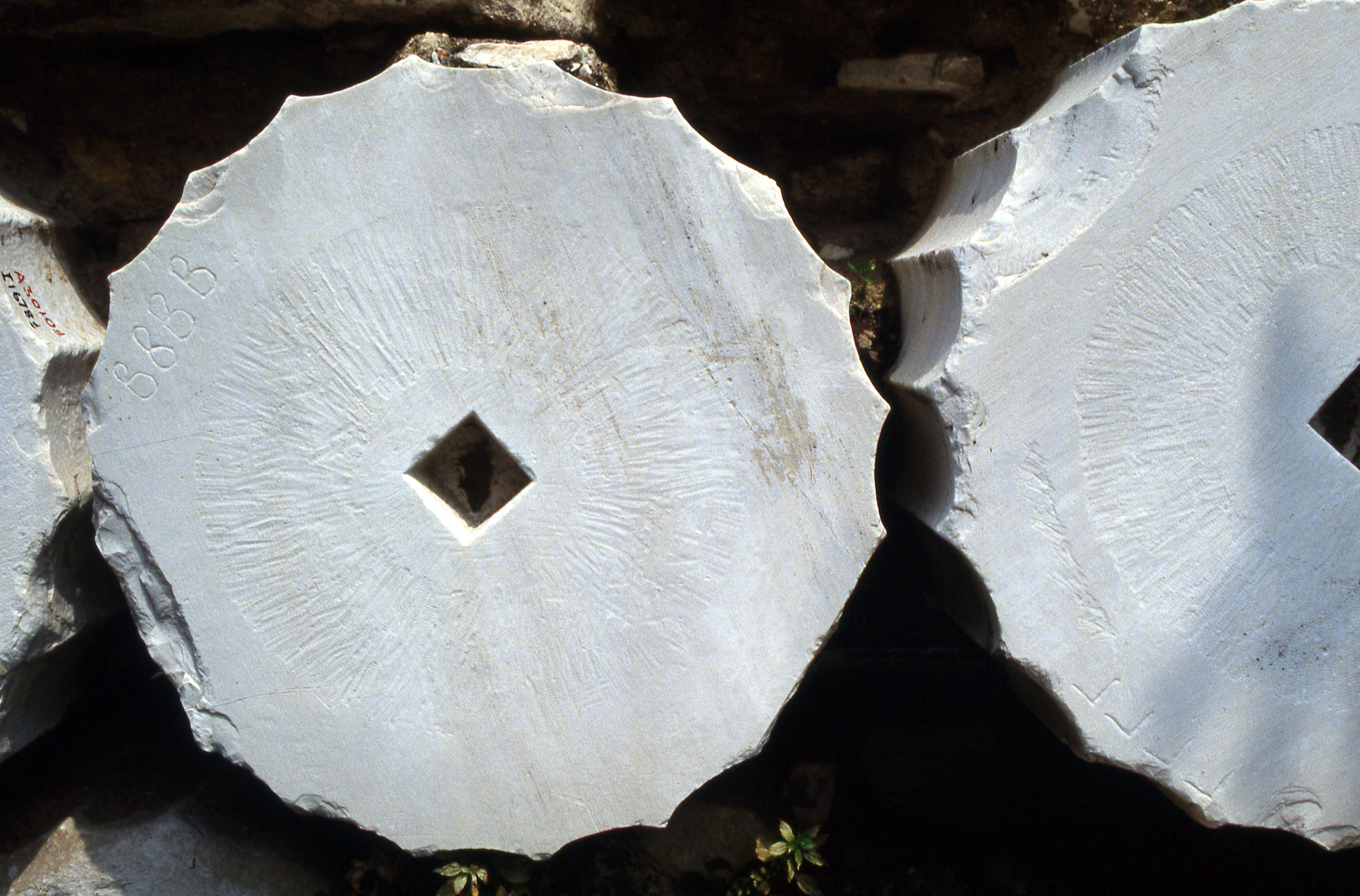
Tambor de columna en Atenas con espacio central para colocar una clavija.

Otras columnas de piedra se crean a partir de múltiples secciones de piedra, con mortero o con juntas en seco (grapas). En muchos sitios clásicos, las secciones (tambores) de columnas se tallaron con un orificio central o una depresión para poder unirlas con pasadores (clavijas) de madera, piedra o metal.

El diseño de la mayoría de las columnas clásicas incorpora entasis (la inclusión de una ligera curva hacia afuera en los lados) más una reducción en el diámetro a lo largo de la altura de la columna, de modo que la parte superior sea tan solo el 83 % del diámetro inferior. Esta reducción imita los efectos de paralaje que el ojo espera ver, y tiende a hacer que las columnas parezcan más altas y rectas de lo que son, mientras que el éntasis se suma a ese efecto.
Hay flautas y filetes que suben por el fuste de las columnas. La flauta es la parte de la columna que está indentada con forma semicircular. El filete de la columna es la parte entre cada una de las flautas de las columnas de orden jónico. El ancho de la ranura cambia en todas las columnas cónicas a medida que sube por el fuste y permanece igual en todas las columnas no cónicas. Esto se hizo con las columnas para agregarles interés visual. El jónico y el corintio son los únicos órdenes que tienen filetes y flautas. El estilo dórico tiene flautas pero no filetes. Las flautas dóricas están conectadas en un punto afilado donde se ubican los filetes en las columnas de orden jónico y corintio.

### Nomenclatura
La mayoría de las columnas clásicas surgen de una base, que descansa sobre el estilóbato, o cimentación, excepto las del orden dórico, que suelen descansar directamente sobre el estilóbato. La base puede constar de varios elementos, comenzando con una losa ancha y cuadrada conocida como zócalo. Las bases más simples consisten en el basamento solo, a veces separado de la columna por un cojín circular convexo conocido como toro. Las bases más elaboradas incluyen dos toros, separados por una sección cóncava o canal conocido como escocia (Scotiae) o troquilo. Scotiae también podría ocurrir en pares, separados por una sección convexa llamada astrágalo, o cuenta, más estrecha que un toro. A veces, estas secciones iban acompañadas de secciones convexas aún más estrechas, conocidas como anuletes o filetes.
En la parte superior del eje hay un capitel, sobre el cual descansan el techo u otros elementos arquitectónicos. En el caso de las columnas dóricas, el capitel suele consistir en un cojín redondo y ahusado, o echinus, que sostiene una losa cuadrada, conocida como ábax o ábaco. Los capiteles jónicos presentan un par de volutas, mientras que los capiteles corintios están decorados con relieves en forma de hojas de acanto. Cualquier tipo de capitel podía ir acompañado de las mismas molduras que la base.  En el caso de las columnas exentas, los elementos decorativos sobre el fuste se conocen como remate.
Las columnas modernas pueden construirse con acero, hormigón vertido o prefabricado, o ladrillo, dejándose desnudas o revestidas con una cubierta arquitectónica o chapa. Usado para soportar un arco, una imposta, o pilar, es el miembro superior de una columna. La parte más inferior del arco, llamada salto, descansa sobre la imposta.

### Equilibrio, inestabilidad y cargas

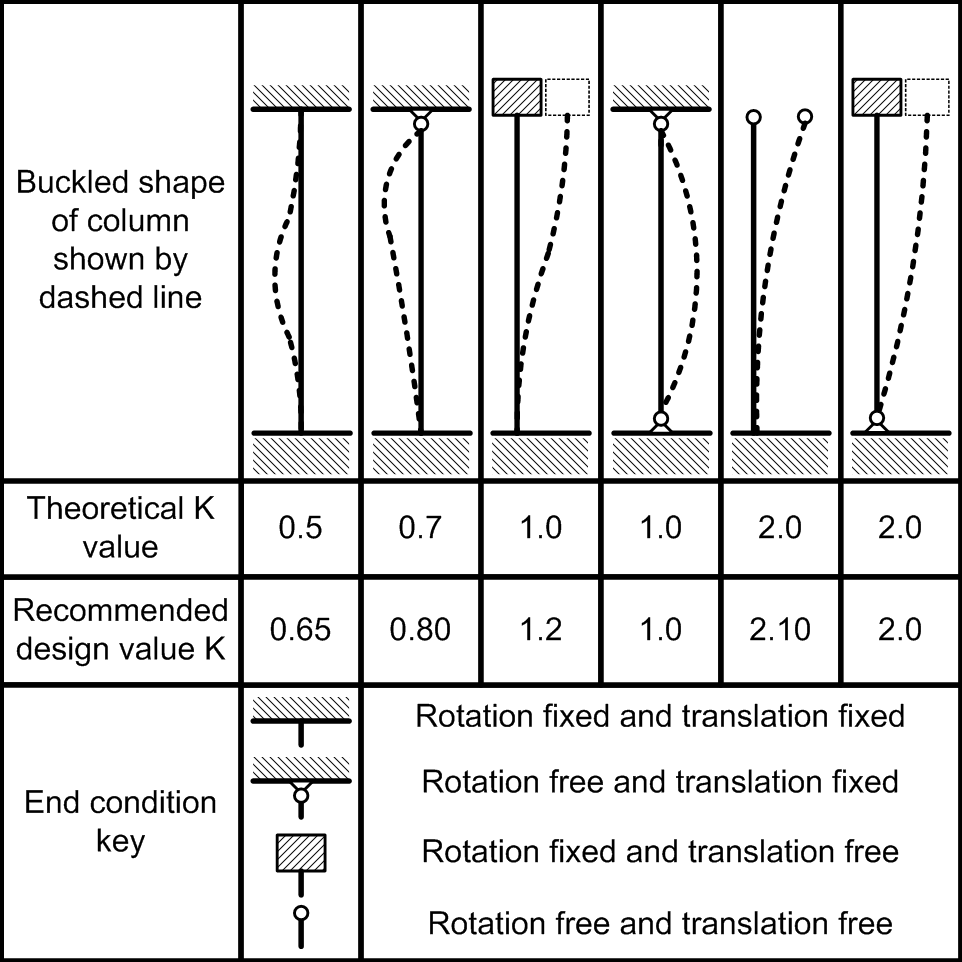
Tabla que muestra los valores de K para columnas estructurales de diversas condiciones finales (adaptado de Manual of Steel Construction, 8.ª edición, American Institute of Steel Construction, Tabla C1.8.1)

A medida que aumenta la magnitud de la carga axial sobre una columna esbelta perfectamente recta con propiedades de material elástico, esta columna ideal pasa por tres estados: equilibrio estable, equilibrio neutral e inestabilidad. La columna recta bajo carga está en equilibrio estable si una fuerza lateral, aplicada entre los dos extremos de la columna, produce una pequeña deflexión lateral que desaparece y la columna vuelve a su forma recta cuando se elimina la fuerza lateral. Si la carga de la columna se incrementa gradualmente, se alcanza una condición en la que la forma recta de equilibrio se convierte en el llamado equilibrio neutro, y una pequeña fuerza lateral producirá una deflexión que no desaparece y la columna permanece en esta forma ligeramente doblada cuando se elimina la fuerza lateral. La carga a la que se alcanza el equilibrio neutro de una columna se denomina carga crítica o de pandeo. El estado de inestabilidad se alcanza cuando un ligero aumento de la carga de la columna provoca deflexiones laterales crecientes e incontrolables que conducen al colapso total.
Para una columna recta cargada axialmente con cualquier condición de apoyo en los extremos, la ecuación de equilibrio estático, en forma de ecuación diferencial, se puede resolver para la forma desviada y la carga crítica de la columna. Con condiciones de apoyo articulado, fijo o de extremo libre, la forma flexionada en equilibrio neutro de una columna inicialmente recta con sección transversal uniforme en toda su longitud siempre sigue una forma de curva sinusoidal parcial o compuesta, y la carga crítica está dada por
{\displaystyle f_{cr}\equiv {\frac {\pi ^{2}{\textit {E}}I_{min}}{{L}^{2}}}\qquad (1)}
donde E = módulo elástico del material, Imin = el momento mínimo de inercia de la sección transversal, y L = longitud real de la columna entre sus dos soportes extremos. Una variante de (1) viene dada por
{\displaystyle f_{cr}\equiv {\frac {\pi ^{2}E_{T}}{({\frac {KL}{r}})^{2}}}\qquad (2)}
donde r = radio de giro de la sección transversal de la columna que es igual a la raíz cuadrada de (I/A), K = relación de la mitad más larga de onda de seno a la longitud real de la columna, Et = módulo tangente en la tensión Fcr, y KL = longitud efectiva (longitud de una columna articulada-articulada equivalente). De la Ecuación (2) se puede observar que la resistencia al pandeo de una columna es inversamente proporcional al cuadrado de su longitud.
Cuando el estrés crítico, Fcr (Fcr =Pcr/A, donde A = área de la sección transversal de la columna), es mayor que el límite proporcional del material, la columna está experimentando pandeo inelástico. Dado que en este esfuerzo la pendiente de la curva de esfuerzo-deformación del material, Et (llamada el módulo tangente), es menor que el que está por debajo del límite proporcional, se reduce la carga crítica en el pandeo inelástico. Se aplican fórmulas y procedimientos más complejos para tales casos, pero en su forma más simple, la fórmula de la carga crítica de pandeo se da como Ecuación (3),
{\displaystyle f_{cr}\equiv {F_{y}}-{\frac {F_{y}^{2}}{4\pi ^{2}E}}\left({\frac {KL}{r^{2}}}\right)\qquad (3)}
Una columna con una sección transversal que carece de simetría puede sufrir pandeo por torsión (torsión repentina) antes o en combinación con el pandeo lateral. La presencia de deformaciones por torsión hace que tanto los análisis teóricos como los diseños prácticos sean bastante complejos.
La excentricidad de la carga o las imperfecciones, como la torcedura inicial, disminuyen la resistencia de la columna. Si la carga axial sobre la columna no es concéntrica, es decir, su línea de acción no coincide precisamente con el eje centroidal de la columna, la columna se caracteriza como cargada excéntricamente. La excentricidad de la carga, o una curvatura inicial, somete a la columna a una flexión inmediata. El aumento de las tensiones debido a la combinación de tensiones axiales y de flexión da como resultado una capacidad de carga reducida.
Los elementos de columna se consideran macizos si su dimensión lateral menor es igual o superior a 400 mm. Las columnas masivas tienen la capacidad de aumentar la fuerza de carga durante largos períodos de tiempo (incluso durante períodos de carga pesada). Teniendo en cuenta el hecho de que las posibles cargas estructurales también pueden aumentar con el tiempo (y también la amenaza de falla progresiva), las columnas masivas tienen una ventaja en comparación con las no masivas.

### Tipos de fallas en columnas
Existen diferentes tipos de fallas estructurales en columnas, estas pueden originarse por diferentes criterios por ejemplo: corrosión, mala calidad de los materiales constructivos, malos procesos de colado (en caso de concreto)/instalación (en caso de acero), entre otros. Los principales tipos de falla que se pueden observar en columnas son las fallas por compresión, fallas por adherencia de las varillas de refuerzo, falla por flexo-compresión, falla por torsión, falla por efecto de columna corta, esfuerzos por cortante, entre otros. El nivel de peligro que cada uno efectúa dentro de un sistema estructural varía, desde un mal funcionamiento de la estructura hasta el colapso. Cuando un miembro estructural sufra daños estos deben de ser monitoreados para evitar el colapso del mismo miembro. 

### Extensiones
Cuando una columna es demasiado larga para construirla o transportarla en una sola pieza, debe extenderse o empalmarse en el sitio de construcción. Una columna de hormigón armado se extiende haciendo que las barras de refuerzo de acero sobresalgan unas pocas pulgadas o pies por encima de la parte superior del hormigón, luego se coloca el siguiente nivel de barras de refuerzo para que se superpongan y se vierte el hormigón del siguiente nivel. Una columna de acero se extiende soldando o atornillando placas de empalme en las alas y almas o paredes de las columnas para proporcionar unos pocos centímetros de transferencia de carga desde la sección superior a la inferior de la columna. Una columna de madera generalmente se extiende mediante el uso de un tubo de acero o una placa de chapa de metal envuelta atornillada a las dos secciones de madera de conexión.

### Bases
Una columna que lleva la carga hasta una cimentación debe tener medios para transferir la carga sin sobrecargar el material de la cimentación. Las columnas de hormigón armado y mampostería generalmente se construyen directamente sobre cimientos de hormigón. Cuando se asienta sobre una base de hormigón, una columna de acero debe tener una placa base para distribuir la carga sobre un área más grande y, por lo tanto, reducir la presión de carga. La placa base es una placa de acero rectangular y gruesa, generalmente soldada al extremo inferior de la columna.

## Componentes y ejemplos de columnas

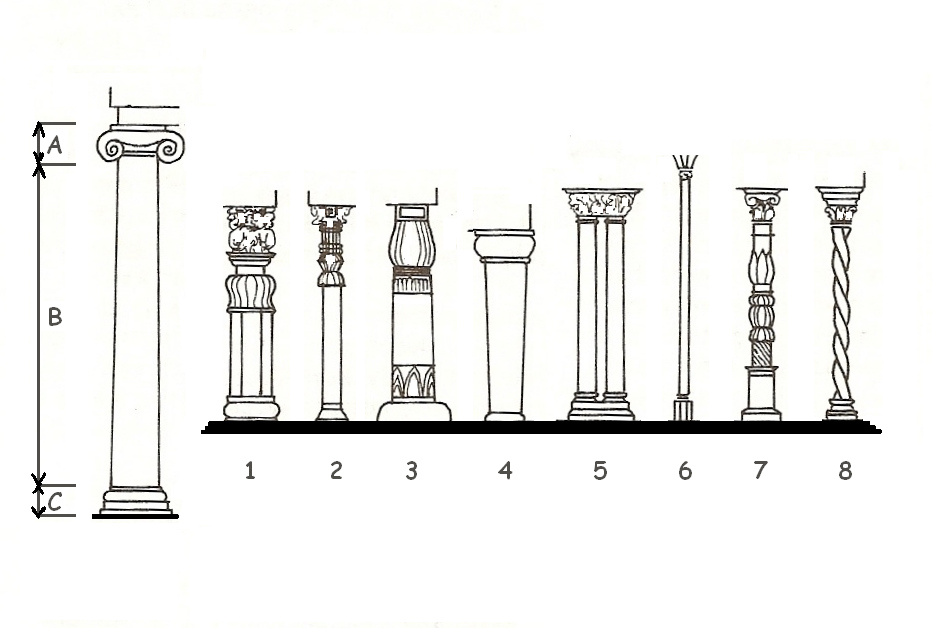
Componentes y ejemplos de columnas con diferentes estilos arquitectónicos.

Una columna suele estar formada por tres elementos:
- A – Capitel
- B – Fuste
- C – Basa

En la arquitectura clásica, el fuste descansa sobre la basa y el elemento que sostiene la columna reposa sobre el capitel. Las proporciones y decoración de estos elementos se rigen por los órdenes arquitectónicos.
Véase la ilustración de los tres componentes en una columna de orden jónico. Otros ejemplos de columnas con diferentes estilos arquitectónicos:
1. hindú
2. persa
3. egipcio
4. cretense
5. románico
6. gótico
7. renacentista
8. barroco

## Clasificación

### En relación con otros componentes del edificio
Atendiendo a su disposición en relación con otros componentes de un edificio, pueden distinguirse estos tipos de columnas:
- Columna aislada o exenta: La que se encuentra separada de un muro o cualquier elemento vertical de la construcción o edificación.
- Columna adosada: La que está yuxtapuesta a un muro u otro elemento de la edificación.
- Columna embebida: La que aparenta estar parcialmente incrustada en el muro u otro cuerpo de la construcción.
- Columna entrega o entregada: La que está adosada pero cuyo fuste no es de una sola pieza, sino formada por trozos que están empotrados en el muro, formando parte de este.

#### Según los órdenes arquitectónicos clásicos

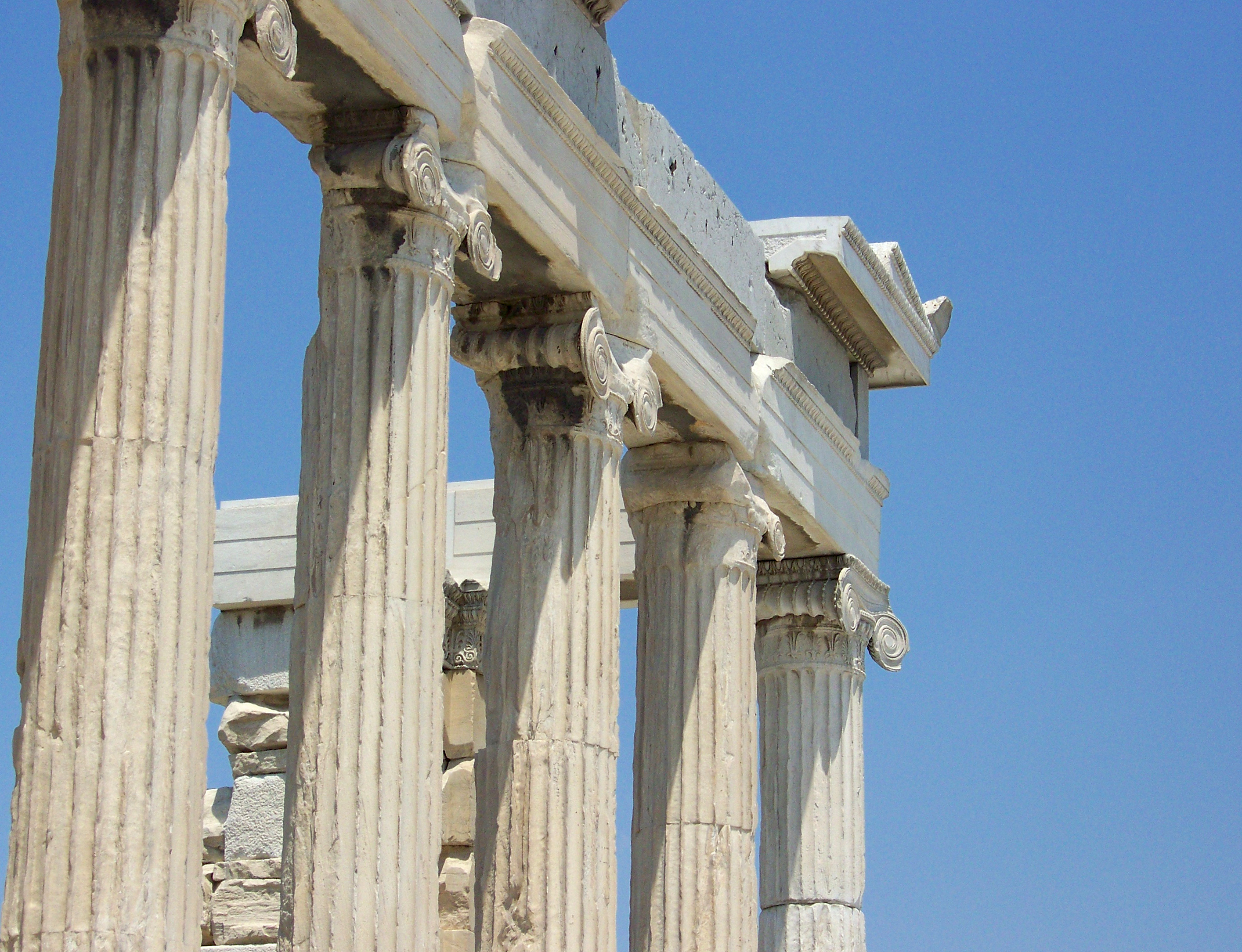
Columnas jónicas del Erecteión de Atenas.

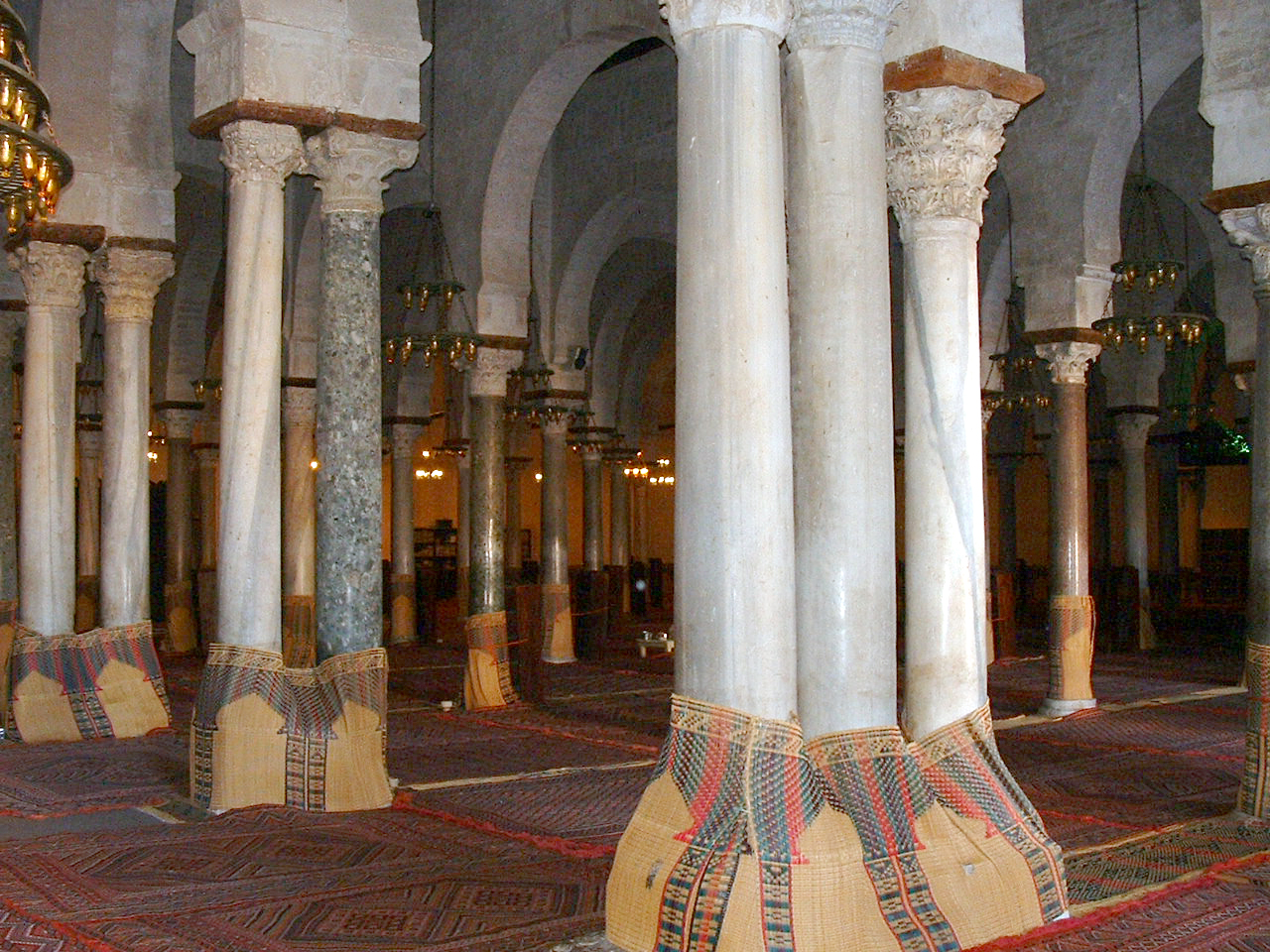
Columnas romanas espoliadas en la (Gran Mezquita de Kairuán).

En razón de su pertenencia a alguno de los órdenes arquitectónicos clásicos, la columna puede ser:
- Columna dórica
- Columna jónica
- Columna corintia
- Columna toscana
- Columna compuesta

#### Según el fuste
Tomando el todo por la parte, es habitual clasificar las columnas según el tipo de fuste que posean. Así, cabría relacionar las siguientes:
- Columna lisa: aquella que no tiene ni acanaladuras ni adornos.
- Columna agrupada: la que posee varios fustes con una base y capitel comunes (típica del Gótico).
- Columna estriada o acanalada: aquella cuya forma posee estrías o acanaladuras ornamentales en toda su longitud.
- Columna fasciculada: la que está conformada por una serie de delgados fustes, similares, agrupados a modo de haz.
- Columna fajada o anillada: La que tiene su fuste despiezado en tambores, anillos o fajas de distinto diámetro.
- Columna geminada: la que tiene fuste doble.
- Columna románica: la que tiene su fuste cilíndrico y no tiene acanaladuras verticales como en la arquitectura clásica, sino liso o, en el caso más complejo, lleva sogueados o decoración geométrica (zigzag) o vegetal.
- Columna salomónica: la que tiene fuste torsionado en forma de espiral (típica del arte Barroco).
- Columna torsa: La que tiene su fuste decorado con motivos dispuestos helicoidalmente.

### Columna conmemorativa

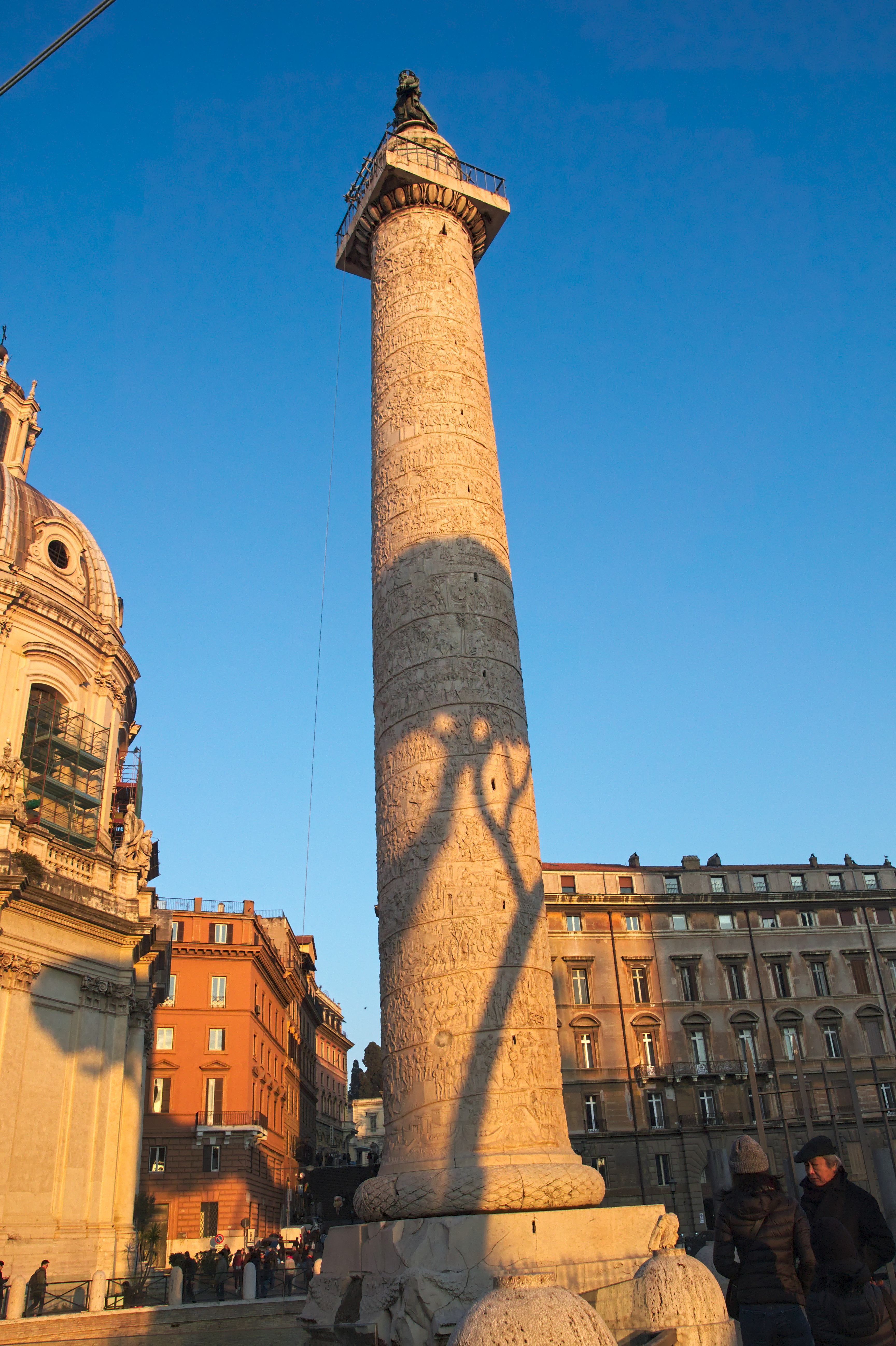
Columna de Trajano

Un caso singular lo constituye la llamada columna conmemorativa. No se trata de una pieza estructural de ninguna construcción, sino que constituye en sí misma un monumento conmemorativo para rememorar algún hecho o personaje relevante. Sobre un alto podio puede levantarse un fuste de grandes dimensiones decorado con bandas de bajorrelieves que cubren toda su superficie, y en el extremo superior, a modo de pináculo, puede alzarse una figura o estatua.
Los romanos la utilizaron para conmemorar acontecimientos de relieve nacional o para glorificar a sus emperadores. Son célebres la columna trajana levantada en torno al año 113 en el Foro de Trajano, en Roma, para celebrar la conquista de Dacia, o la columna de Marco Aurelio que se erigió en el foro de Antonino hacia 180 (hoy en la plaza Colonna de Roma) para conmemorar las victorias sobre los germanos.
En épocas posteriores a la del imperio romano se ha seguido recurriendo a este tipo de monumento triunfal del que son notables ejemplos la columna Vendôme de París dedicada a Napoleón Bonaparte, la columna de Nelson en la plaza Trafalgar de Londres, la columna de la independencia en la Ciudad de México o las columnas del descubridor Cristóbal Colón en Barcelona o Madrid.